# Sigismund Gelenius

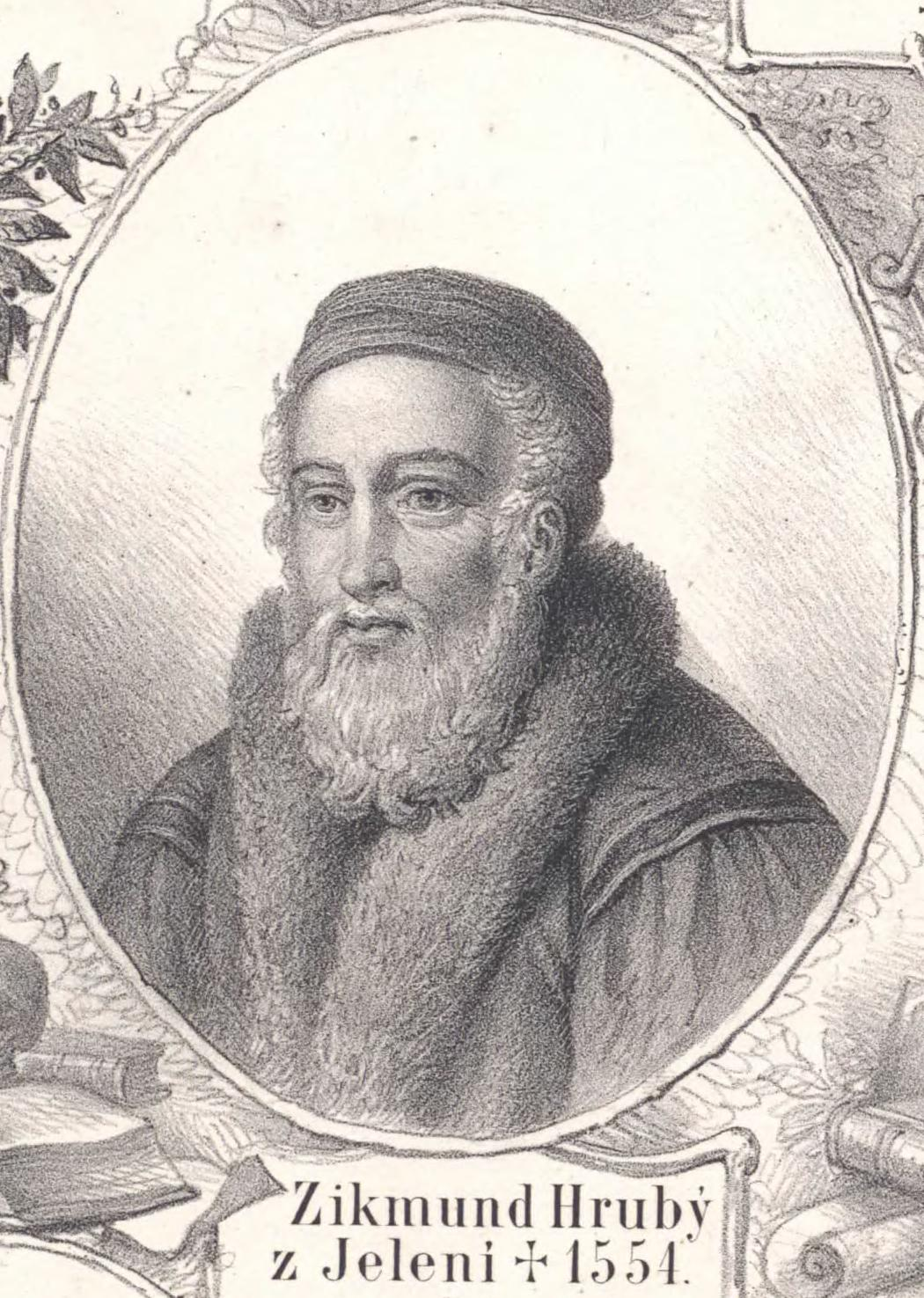
Sigismundus Gelenius

Sigismund Gelenius (tschechisch Zikmund Hrubý z Jelení; dt. Form Sigmund Gelen; * 1497 in Prag; † 1554 in Basel) war Schriftsteller, Philologe und einer der bedeutendsten böhmischen Gelehrten des 16. Jahrhunderts.

## Leben
Der Sohn von Řehoř Hrubý z Jelení studierte in Prag und auf Anraten seines Vaters ab 1509 in Italien. Nach seinem Studium reiste er durch Italien, Deutschland und Frankreich. Nach seiner Rückkehr war er unzufrieden mit der Situation an der tschechischen Universität und ging 1523 nach Basel. Er fand eine Anstellung als Lektor in einer der seinerzeit berühmtesten Druckerei Froben. Eine Zeit lang arbeitete er mit Erasmus von Rotterdam zusammen.

## Werke
Die Bedeutung seiner Veröffentlichungen liegt nicht im eigenen Schaffen, sondern in Kommentaren zu Werken, die er als Lektor bearbeitete, und in seinen Übersetzungen aus dem Griechischen und Latein.
- Historiae mundi libri 37. Froben & Episcopius, Basileae Aug. 1539, urn:nbn:de:hbz:061:2-171286 (Universitäts- und Landesbibliothek Düsseldorf)
- G. Plinii Secundi Naturalis Historiae Libri 37. Manutius, Venetiis 1559, urn:nbn:de:hbz:061:2-171295 (Universitäts- und Landesbibliothek Düsseldorf)